# Nellie the Elephant
Nellie the Elephant är en sång skriven av Ralph Butler och Peter Hart. 

## Om sången
Sången skrevs år 1956 och barnskådespelaren Mandy Miller spelade in en version av den i oktober samma år. Trots att BBC ofta spelade sången i radio under 1950- och 60-talet så blev den aldrig någon hit. 
År 1982 gjorde punkrock-bandet Toy Dolls en cover på låten, som kom med på deras album Dig That Groove Baby år 1983. Toy Dolls släppte låten som singel år 1984, och det blev en stor hit. Låten klättrade snabbt upp till fjärde plats på UK Singles Chart.

## Handling
Sången handlar om elefanten Nellie, som tillhör en cirkus som reser omkring i Bombay i Indien. Nellie trivs inte med cirkus-livet och är trött på att utföra konster, så en kväll bestämmer hon sig för att rymma så att hon kan leva som en fri elefant i djungeln.